# Tokimeki Memorial Only Love
Tokimeki Memorial Only Love (jap. ときめきメモリアル Only Love Tokimeki Memoriaru Onrii Rabu) – serial anime wyprodukowany przez Konami, oparty na popularnej serii gier randkowych Tokimeki Memorial, w szczególności na Tokimeki Memorial Online. Pierwszy odcinek anime został wyemitowany 3 października 2006 przez TV Tokyo, a ostatni 27 marca 2007 (25 odcinków). Wydanie DVD zawiera 2 dodatkowe odcinki.

## Opis fabuły
Główny bohater historii to drugoroczny uczeń liceum, Riku Aoba, który niedawno przeprowadził się do nowego miejsca wraz ze swoim ojcem. W nowej szkole Riku styka się z wieloma dziwacznymi sytuacjami. Uczniowie noszą nietypowe opaski z uszami różnych zwierząt, a sekretarka dyrektora, mówiąc o wolności panującej na terenie budynku, tak naprawdę ma większą władzę od samego dyrektora.